# Reseda globulosa
Reseda globulosa är en resedaväxtart som beskrevs av Fisch. och C. A. Mey. Reseda globulosa ingår i släktet resedor, och familjen resedaväxter. Inga underarter finns listade i Catalogue of Life.